# Municipio de Hubble
El municipio de Hubble (en inglés: Hubble Township) es un municipio ubicado en el condado de Cape Girardeau en el estado estadounidense de Misuri. En el año 2010 tenía una población de 1861 habitantes y una densidad poblacional de 12,66 personas por km².

## Geografía
El municipio de Hubble se encuentra ubicado en las coordenadas 37°17′0″N 89°42′50″O / 37.28333, -89.71389. Según la Oficina del Censo de los Estados Unidos, el municipio tiene una superficie total de 147.01 km², de la cual 146,59 km² corresponden a tierra firme y (0,29 %) 0,42 km² es agua.

## Demografía
Según el censo de 2010, había 1861 personas residiendo en el municipio de Hubble. La densidad de población era de 12,66 hab./km². De los 1861 habitantes, el municipio de Hubble estaba compuesto por el 98,87 % blancos, el 0,43 % eran afroamericanos, el 0,05 % eran amerindios, el 0,32 % eran asiáticos y el 0,32 % eran de una mezcla de razas. Del total de la población el 0,21 % eran hispanos o latinos de cualquier raza.